# Karli-Ili
Karleli (grec: Κάρλελι) o Karli-Ili (turc: Karlıeli, 'el País de Carles', referit a Carles Tocco) fou un territori otomà que va existir al segle xv i que correspon amb les regions d'Etòlia i Acarnània, en cert moment posseïdes per Carles I Tocco (1381-1430).
El 1358, a la mort del seu cosí Nicèfor II Àngel-Comnè Orsini, Lleonard I Tocco va heretar el comtat de Cefalònia (amb Zante i Ítaca) i el 1352 va afegir a les seves possessions el ducat de Lèucada o Santa Maura, i al continent la senyoria de Vonitza el 1362; va ser comte fins que va morir el 1381.
El va succeir el seu fill Carles I Tocco, sota regència de la seva mare Magdalena Buendelmonti fins al 1388. Carles pretenia ser dèspota de l'Epir i va ocupar Natolico, Angelocastro i Dragomeste (1405) i Janina i Arta el 1418, i fou dèspota de Romania (senyor d'Acarnània, Etòlia i Epir) del 1418 al 1429. Va ocupar Clarentza el 1421 però la va perdre el 1428. No va tenir fills legítims i va adoptar als de son germà Leonardo II Tocco (mort el 1415), Carles II Tocco. A la seva mort el 1429 dominava fins al golf de Patres (Lepant estava en mans dels venecians), i va repartir els seus dominis: a la seva muller Francesca Acciajouli, senyora de Mègara i Sició, filla de Neri Acciajouli, duc d'Atenes, li va deixar el ducat de Lèucada i la senyoria de Vonitza el 1430; al seu fill natural Memnone li va llegar l'Acarnània associat al fill adoptiu del pare Carles II Tocco, i terres a Morea (1429); i el fill adoptiu Carles II Tocco va heretar els comtats de Cefalònia i Zante i el despotat de Romania (Acarnània i part d'Etòlia), però aquest darrer junt amb Memnone. Aquest darrer es va aliar al sultà Murat II contra Carlo II i Murat va enviar a Sinan Pasha, beglerbegi de Rumèlia, que va ocupar Jànina (octubre de 1430); Carlo es va traslladar a Arta i va poder conservar la resta dels seus dominis pagant un tribut als otomans.
A la seva mort el setembre del 1448 el va succeir el seu fill menor Lleonard III Tocco com a comte de Cefalònia, Zante i dèspota de Romania (Acarnània i part d'Etòlia), duc de Lèucada i senyor d'Angelocastro, Vonitza i Varnatza, sota regència de la seva mare Raimondina Ventimiglia. Aquesta va demanar la protecció veneciana i els otomans van ocupar Arta el 1449; es va retornar al tribut fins al 1460 quan Lleonard III va arribar a la majoria d'edat i els otomans van ocupar Varnatza i Angelocastro (1460) i li van deixar només Vonitza i les illes.
El 1479 Lleonard va intentar acostar-se al rei de Nàpols i Venècia en revenja el va excloure del tractat que posava fi a la guerra de 1463-1479. Així Mehmed II va poder envair el principat amb una excusa (una ofensa a un sandjakbeg) i va enviar una flota manada per Gedik Ahmed Pasha sandjakbeg de Valona. Leonardo va fugir a Nàpols i els otomans van ocupar Vonitza, Santa Maura, Cefalònia i Zante. Francesca Marzana d'Aragona va restar a Cefalònia donant la cara. El 1481 les illes foren retornades als Tocco pels otomans; però els Tocco el 1482 les van haver de convertir en feu venecià, però el 1485, per un tractat, van esdevenir feu otomà. Del 1482 al 1500 fou nominal comte de Cefalònia i Zante però l'administració va estar en mans de la seva muller Francesca Marzano d'Aragona. El 1500 l'illa fou ocupada per Venècia que va posar fi al feu. Lleonard III va viure fins al 1503.
Aquestes terres en la part en què foren ocupades pels otomans, van formar un sandjk amb capital a Angelocastro a una data desconeguda, en tot cas posterior al 1475 i anterior al [1489]. Vers el 1550 hauria estat inclòs al beglerbegi d'Alger i Bahr-i Safid (Djazair-i Bahr-i Safid); el 1609 apareix efectivament a la llista de sandjaks d'aquest eyalat. Estava dividit en set kades: Preveza, Santa Maura, Vonitza, Angelócastro, Xiromero, Váltos i Vrakhóri (Ewliya Celebi el 1670 només assenyala sis kades, el que manca és el de Préveza). Santa Maura i Vonitza foren ocupades per Morosini el 1684 i cedides a Venècia pel tractat de Karlowitz el 1699. A finals del segle xviii van passar sota control d'Ali Pasha Tepedelenli.
El 1821 la regió es va unir a la revolta grega i el 1832 fou inclosa dins el territori reconegut a Grècia. El nou estat grec, amb la intenció de recuperar la toponímia de l'antiga Grècia, negligí el nom de Karleli i anomenà la regió Etòlia-Acarnània, dos noms de lloc que s'havien perdut.